# Mes dix-sept ans
Pour plus de détails, voir Fiche technique et Distribution.
Mes dix-sept ans est un téléfilm français réalisé par Philippe Faucon et sorti en 1996 sur France 2 dans la collection Les Mercredis de la vie. Il est basée sur l'autobiographie On n'est pas sérieux quand on a dix-sept ans de Barbara Samson, sortie en 1994.
Le film est également présenté au Festival du film de Turin en 1996 et il est sélectionné par l'ACID au Festival de Cannes en 1997.

## Synopsis
Adolescente en proie à des crises de nerfs, Barbara fait un séjour dans un centre. Elle y rencontre le bel Anthony, un jeune majeur en désintoxication. Ils sortent ensemble, mais quand la directrice du centre le découvre, elle met Tony dehors. Le médecin du centre informe alors Barbara de la séropositivité de Tony.
À la faveur d'un retard de règles, Barbara passe un test de dépistage du sida en même qu'un test de grossesse. À dix-sept ans, elle découvre qu'elle est séropositive.

## Fiche technique
- Titre : Mes dix-sept ans
- Réalisation : Philippe Faucon
- Scénario : Philippe Faucon et William Karel, librement inspiré de On n'est pas sérieux quand on a dix-sept ans de Barbara Samson
- Costumes et décors : Françoise Clavel
- Photographie : Pierre Milon
- Son : Suzanne Durand
- Montage : Ariane Doublet
- Musique : Benoît Schlosberg
- Producteur : Humbert Balsan
- Société de production : Ellipse Programme
France 2
- Pays de  production :  France
- Durée : 74 minutes
- Date de sortie : France - 1996[3]

## Distribution
- Valentine Vidal : Barbara
- Toufik Daas : Anthony
- Brigitte Roüan : La mère de Barbara
- Pierre Beziers : Le père de Barbara
- Nathalie Besançon : la psychologue
- Roschdy Zem : le médecin
- Angélique Rémi : la directrice du centre
- Tita Susani : Sophie
- Nelly Bottelli : Collègue de bureau
- Roger Brigliozzi : Pharmacien
- Christine Baudoin : copine
- Anik Danis : belle-mère copine
- Marc Faure : médecin-chef du centre
- Christophe Hémon : le frère de Barbara
- Sabine Le Picard : la sœur de Barbara

## Réception critique
Pour Libération, « En imposant son propre univers d'auteur sur un sujet difficile à traiter, Faucon évite à la fois le racolage et la pédagogie lénifiante » ; « En plus d'un très beau film, Mes dix-sept ans est aussi un bouleversant message d'espoir ».
Pour Le Monde à l'occasion de la sortie du film en DVD : « Bien loin de manifester un écart qualitatif, bon nombre de ses téléfilms font preuve d’une même rigueur, d’une même force que ses longs-métrages, et se hissent sans peine à la hauteur des plus importants d’entre eux. A l’instar du splendide Mes dix-sept ans (1996), qui scrute le malaise d’une adolescente ne supportant plus ses parents et qui contracte le sida dans un centre de repos. Modeste et intense, le film repose sur une succession nette de moments décisifs, retraçant comme au sismographe l’évolution sensible de l’héroïne ».